# (5739) Robertburns
(5739) Robertburns est un astéroïde de la ceinture principale.

## Description
(5739) Robertburns est un astéroïde de la ceinture principale. Il fut découvert par Robert H. McNaught le 24 novembre 1989 à Siding Spring. Il présente une orbite caractérisée par un demi-grand axe de 2,77 UA, une excentricité de 0,32 et une inclinaison de 25,239° par rapport à l'écliptique.
Il fut nommé en hommage à Robert Burns (1759-1796), poète écossais.

## Compléments